# Laki (vulkaan)
De Laki (voluit Lakagígar, ofwel Laki's kraters) is een spleetvulkaan op IJsland.

## Uitbarsting 1783

### Uitbarsting
De grootste en bekendste uitbarsting van de Laki dateert uit 1783 en is (qua uitgestoten volume lava) de grootste uitbarsting van een vulkaan op IJsland in historische tijden. Het begon met een golf van verwoestende aardbevingen die het zuiden en zuidwesten van IJsland teisterden waarbij ten minste 90 boerderijen werden verwoest. In juni van datzelfde jaar begon een enorme vulkanische uitbarsting, bekend als de Vuren van de Skaftá rivier (Skaftáreldar), uit een meer dan 22 kilometer lange barst in de aarde die nu Lakagígar heet, naar de berg Laki op het midden van de spleet. Een deel van de spleet ligt onder de gletsjer Vatnajökull en de totale lengte is dus niet bekend. Gedurende de acht maanden durende uitbarsting, van 8 juni 1783 tot 7 februari 1784, werd een oppervlakte van 565 km² met een meters dikke laag lava bedekt. Bovendien kwamen er enorme hoeveelheden giftige fluor- en zwavelhoudende gassen vrij. Hierdoor groeide het gras niet en kon er niet gehooid worden. In de herfst en winter was er een tekort aan hooi waardoor bijna driekwart van het vee op IJsland stierf.

### Gevolgen
Een later gevolg hiervan was dat een vijfde deel van de bevolking van IJsland stierf door voedseltekorten en fluorvergiftiging. In het IJslands wordt dit Móduhardbindin (hongersnood-door-gassen), genoemd. Dit zal ook hebben bijgedragen aan het grote aantal IJslanders die in de eeuw daarna emigreerden naar Noord-Amerika.
Ten gevolge van deze eruptie was het noordelijk halfrond in een waas van mist gehuld, waardoor de temperatuur het volgende jaar wereldwijd met ongeveer 1 graad Celsius daalde (een vulkanische winter), en er zure regen en misoogsten ontstonden.
In de warme zomer van 1783 waaide de wind geruime tijd naar het zuidoosten, waardoor een wolk met zwaveldioxide en zwavelzuur zich over West-Europa verspreidde, zover landinwaarts als Praag. Men schat dat alleen al in Groot-Brittannië 23.000 mensen overleden door de gifwolk.
Deze uitbarsting wordt gezien als een van de oorzaken van de strenge winter van 1783-84.
Er wordt ook wel gesteld dat de hongersnood in Europa uiteindelijk heeft geleid tot de Franse Revolutie. De uitbarsting heeft zo mogelijk een enorme (politieke) uitwerking gehad op Europa.